# Cochemiea mainiae
Cochemiea mainiae, conocida comúnmente como biznaga de Nogales, es una especie de plantas suculentas perteneciente al género Cochemiea, dentro de la familia Cactaceae. Se distribuye desde el sur de Arizona hasta el noroeste de México, y anteriormente se le conocía como Mammillaria mainiae.

## Descripción
Cochemiea mainiae es una especie de cactus que aunque crece individualmente, también se ramifica desde la base. Los tallos individuales van de forma esférica a ovalada, son de color verde brillante, (aunque a veces son rojizos en las areolas) y crecen de 6 a 7 cm de alto y de 10 a 12 cm de diámetro.
Los tallos están cubiertos de tubérculos que van de forma cónica a cilíndrica, están ligeramente curvados hacia adentro, se disponen en espiral, no contienen savia lechosa (látex) y poseen axilas (espacio que hay entre los tubérculos) desnudas. Sobre ellos se asientan areolas que tienen de 1 a 2 espinas centrales fuertes de color marrón o amarillo, con la punta oscura y de hasta 1,5 cm de largo. También hay de 8 a 15 espinas radiales delgadas con forma de aguja, de color amarillo o blanco con una punta oscura y de 1,2 cm de largo.
Las flores son de color blanco rosado, tienen una llamativa franja central de color rosa púrpura y miden 1,2 cm de largo, con el diámetro del mismo tamaño. Los frutos son pequeños y de forma esférica a ovalada. Son de color rojo brillante y contienen semillas negras en su interior.

## Distribución y hábitat

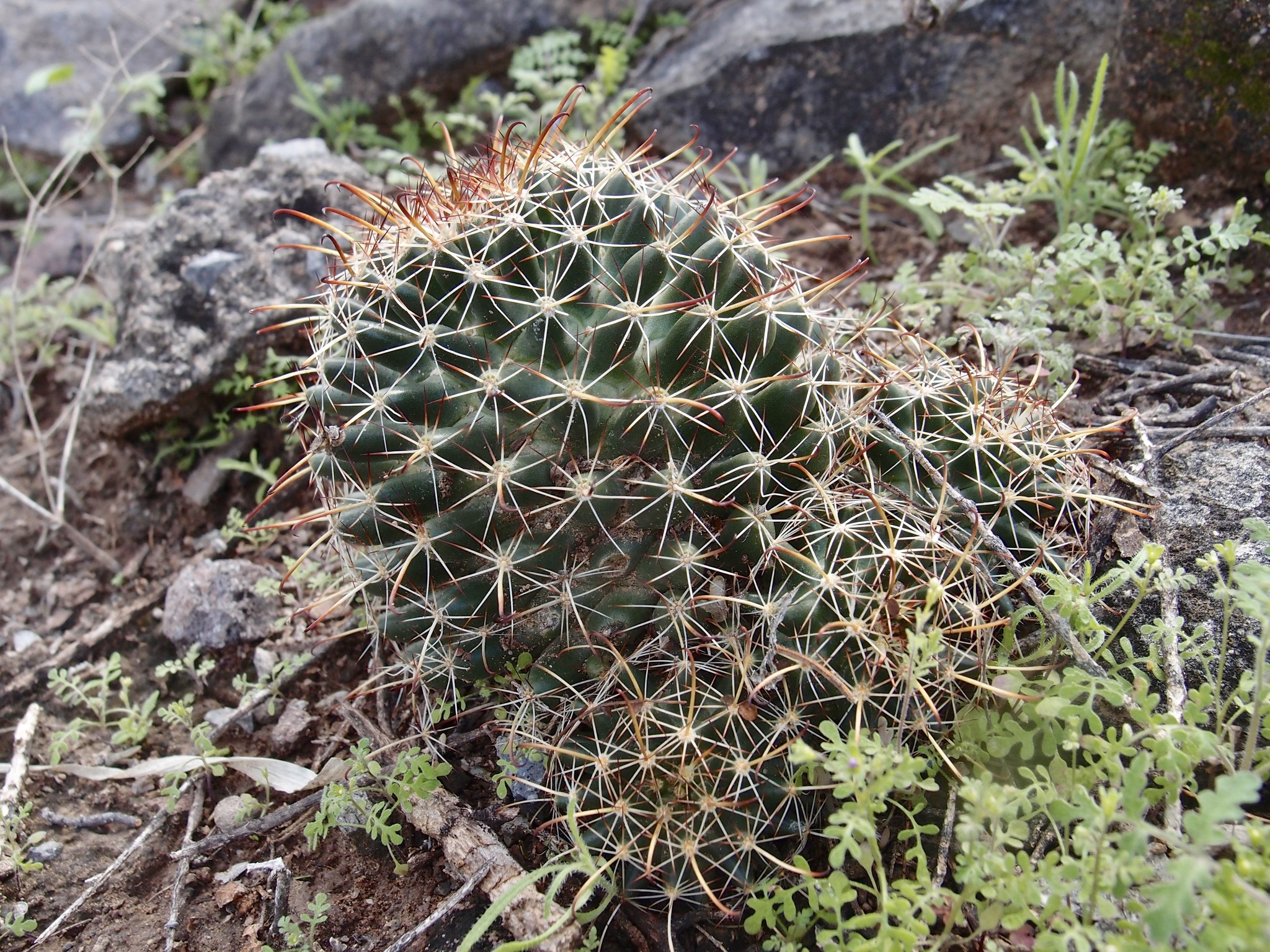
En su hábitat

El área de distribución nativa de esta especie es desde el sur de Arizona hasta el noroeste de México y crece principalmente en biomas desérticos o de matorrales secos, sobre dunas de arena, laderas y pendientes rocosas.

## Taxonomía
La primera descripción de esta especie fue como Mammillaria mainiae, publicada en 1900 por la botánica estadounidense Mary Katharine Brandegee en la revista ilustrada Zoe; a Biological Journal 5: 31.
Posteriormente, los botánicos Peter B. Breslin y Lucas C. Majure colocaron la especie en el género Cochemiea, pasando a llamarse Cochemiea mainiae y anotando estos cambios en la revista científica Taxon 70: 319 en el año 2021.
Etimología
- Cochemiea: nombre genérico que hace referencia a la tribu indígena Cochimí, que en el pasado ocupó un gran territorio de Baja California y cuya área es parte del área de distribución natural de este género.
- mainiae: epíteto específico otorgado en honor a la Sra. FM Main, la descubridora de la especie .[5]

## Estado de conservación
En la Lista Roja de Especies Amenazadas de la UICN, la especie está clasificada como de “Preocupación Menor (LC)”.

## Usos
Se cultiva principalmente como planta ornamental y su propagación se realiza a través de esquejes o semillas.